# Julho Amarelo

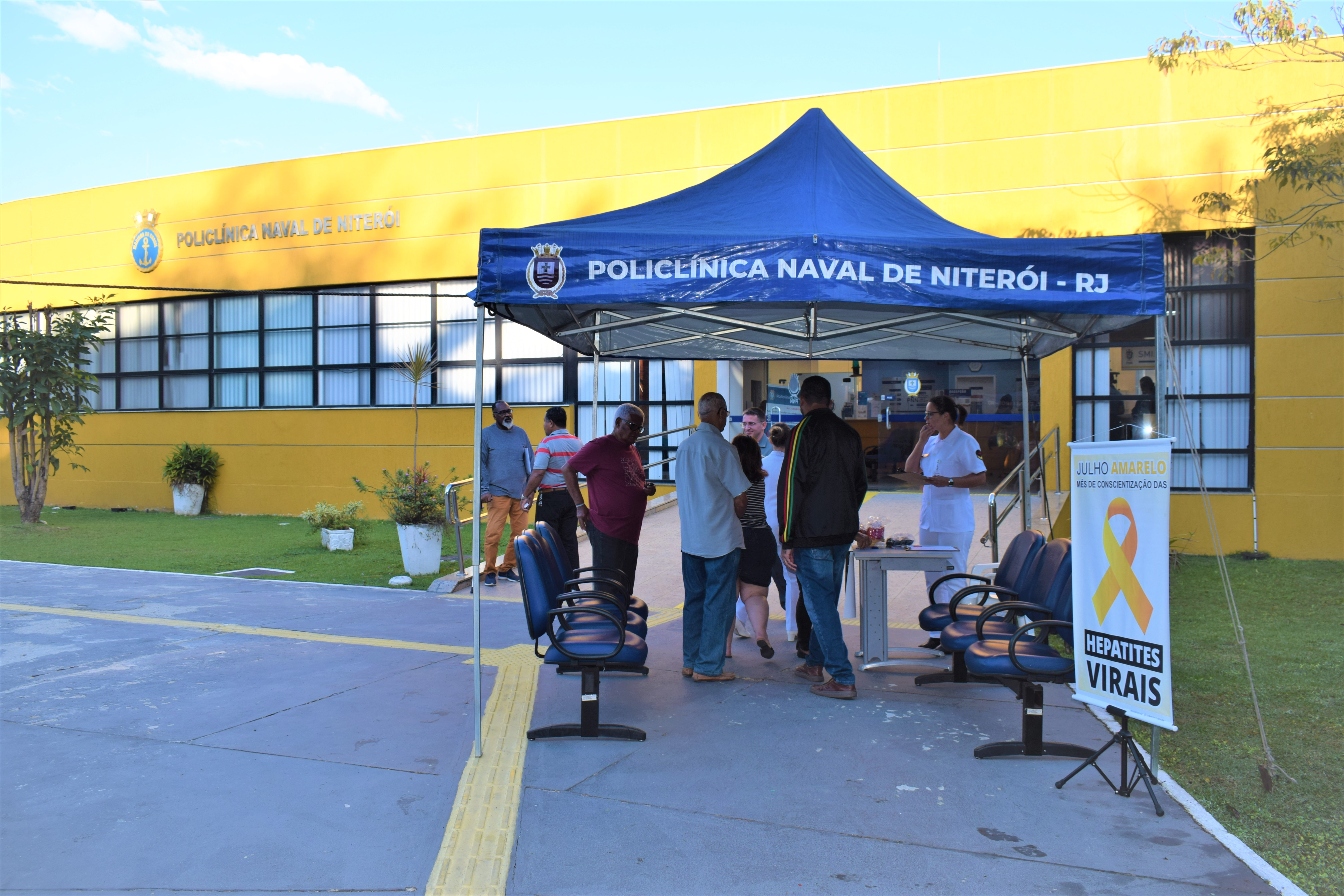
Policlínica em Niterói durante campanha de Julho Amarelo

O Julho Amarelo é uma campanha de conscientização sobre as hepatites virais promovida pelo Ministério da Saúde do Brasil. Institucionalizada pela lei Lei nº 13.802/2019, ela é realizada anualmente durante o mês de julho e tem como objetivo chamar a atenção da sociedade para a importância da prevenção, diagnóstico precoce e tratamento das hepatites virais. A campanha também busca esclarecer dúvidas sobre as hepatites e incentivar a realização de testes e vacinação. O Dia Mundial de Luta Contra as Hepatites Virais é em 28 de julho.
As hepatites virais são infecções do fígado causadas por vírus diferentes, como o vírus da hepatite B e C. Elas podem causar danos graves ao fígado e, sem tratamento, podem levar à cirrose e até câncer de fígado. É importante que as pessoas sejam conscientes dos riscos e saibam como se proteger, pois a vacinação é uma das principais formas de prevenção das hepatites, e essas doenças são altamente preveníveis e tratáveis, mas ainda assim, ainda causam muitas mortes ao redor do mundo.
Durante a campanha, são realizadas diversas ações de prevenção, como a distribuição de materiais informativos, palestras, testes rápidos e vacinação gratuita para a população. Além disso, há também ações para incentivar o diagnóstico precoce e o tratamento das pessoas já infectadas, como a disponibilização de tratamentos gratuitos. As ações são realizadas em parceria com os estados e municípios e tem como alvo especial as pessoas mais vulneráveis, como os idosos, portadores de doenças crônicas, pessoas que fazem uso de drogas injetáveis, entre outros.